# ZVH Volleybal 2021-2022
Questa voce raccoglie le informazioni riguardanti lo ZVH Volleybal nelle competizioni ufficiali della stagione 2021-2022.

## Stagione
Lo ZVH Volleybal partecipa alla stagione 2021-22 con la denominazione sponsorizzata RECO ZVH.
Dopo l'undicesimo posto in regular season di Eredivisie, ottiene un quinto posto nella Pool B. In Coppa dei Paesi Bassi esce invece di scena al turno intermedio.

## Organigramma societario
Area direttiva
- Presidente: Joke Scheffers

Area tecnica
- Allenatore: Kristian van der Wel

## Rosa
| N° | Nome                   | Ruolo | Data di nascita   | Nazionalità sportiva |
| -- | ---------------------- | ----- | ----------------- | -------------------- |
| 1  | Mats Kruiswijk         | S     | 12 dicembre 1989  | Paesi Bassi          |
| 2  | Chris van Mullem       | S     | 12 agosto 1992    | Paesi Bassi          |
| 3  | Jasper de Jong         | C     | 8 marzo 2000      | Paesi Bassi          |
| 4  | Timothy Scheffers      | P     | 4 aprile 1997     | Paesi Bassi          |
| 5  | Mees Sengers           | S     | 16 maggio 2004    | Paesi Bassi          |
| 6  | Vincent van der Kraats | O     | 2000              | Paesi Bassi          |
| 7  | Bram Wiltenburg        | P     | 28 agosto 2001    | Paesi Bassi          |
| 9  | Max Nieuwstad          | O     | 1998              | Paesi Bassi          |
| 10 | Benjamin Parkinson     | C     | 1997              | Paesi Bassi          |
| 11 | Jochem Bloem           | C     | 2000              | Paesi Bassi          |
| 12 | Jeroen van Ieperen     | O     | 1996              | Paesi Bassi          |
| 13 | Mika Prins             | L     | 16 agosto 1999    | Paesi Bassi          |
| 14 | Luca van Hal           | L     | 2002              | Paesi Bassi          |
| 15 | Julian Perdijk         | C     | 1999              | Paesi Bassi          |
| 16 | Sam van der Loo        | S     | 20 settembre 2001 | Paesi Bassi          |

## Statistiche

### Statistiche di squadra
| Competizione          | Punti | In casa | In casa | In casa | In trasferta | In trasferta | In trasferta | Totale | Totale | Totale |
| Competizione          | Punti | G       | V       | P       | G            | V            | P            | G      | V      | P      |
| --------------------- | ----- | ------- | ------- | ------- | ------------ | ------------ | ------------ | ------ | ------ | ------ |
| Eredivisie            | 11/8  | 15      | 4       | 11      | 15           | 3            | 12           | 30     | 7      | 23     |
| Coppa dei Paesi Bassi | -     | 0       | 0       | 0       | 1            | 0            | 1            | 1      | 0      | 1      |
| Totale                | -     | 15      | 4       | 11      | 16           | 3            | 13           | 31     | 7      | 24     |

### Statistiche dei giocatori
Dati non disponibili.